# سنقر (پرنده)
سُنقُر یا سُنقار (نام علمی: Circus) پرنده‌ای شکاری و روزپرواز از خانوادهٔ بازان است. سنقرها به طور آشکاری در هنگام شکار در ارتفاع پایین و بر فراز زمین‌های باز پرواز کرده و از پستانداران کوچک، خزندگان یا پرندگان تغذیه می‌کنند.
بدن سنقرها باریک است و منقاری نه چندان ضخیم، دم و پاهایی بلند و بال‌هایی کشیده و زاویه‌دار دارند. سنقرها آشیانه‌شان را بر روی زمین یا درون نیزارها می‌سازند. پرندگان نر و ماده به هنگام جفتگیری حرکاتی چرخشی و دایره‌وار را به نمایش می‌گذارند که همین موضوع عامل نام‌گذاری سردهٔ آنان به Circus شده‌است. 

## گونه‌ها
- سنقر تالابی (Circus aeruginosus)
- سنقر گندمزار (Circus pygargus)
- سنقر خاکستری (Circus cyaneus)
- سنقر سفید (Circus macrourus)
- سنقر خالدار (Circus assimilis)
- سنقر بال‌دراز (Circus buffoni)
- سنقر سیاه (Circus maurus)